# Kees Kasander
 (octobre 2018).
Si vous disposez d'ouvrages ou d'articles de référence ou si vous connaissez des sites web de qualité traitant du thème abordé ici, merci de compléter l'article en donnant les références utiles à sa vérifiabilité et en les liant à la section « Notes et références ».
Kees Kasander, né en 1955 à Gorinchem, est un producteur néerlandais.

## Filmographie
- 1982 : Le Toit de la baleine de Raúl Ruiz[2]
- 1985 : A Strange Love Affair de Eric de Kuyper et Paul Verstaten[3]
- 1985 : Zoo de Peter Greenaway[4]
- 1988 : Triple Assassinat dans le Suffolk de Peter Greenaway[5]
- 1988 : Victim of the Brain de Piet Hoenderdos[6]
- 1989 : Le Cuisinier, le voleur, sa femme et son amant de Peter Greenaway[7]
- 1989 : Secret Wedding de Alejandro Agresti[8]
- 1989 : Les Morts de la Seine de Peter Greenaway[9]
- 1991 : Prospero's Books de Peter Greenaway[10]
- 1992 : Darwin de Peter Greenaway[11]
- 1992 : Modern Crimes de Alejandro Agresti[12]
- 1993 : The Baby of Mâcon de Peter Greenaway[13]
- 1993 : Lilly ou la vengeance d'une ombre de Sara Driver[14]
- 1994 : Le Prince de Jutland de Gabriel Axel[15]
- 1996 : The Pillow Book de Peter Greenaway[16]
- 1999 : 8 femmes ½ de Peter Greenaway[17]
- 1999 : Cowboy from Iran de Ilse Somers[18]
- 2000 : Christie Malry's Own Double-Entry de Paul Tickell[19]
- 2001 : Sauvage innocence de Philippe Garrel[20]
- 2002 : Ken Park de  Larry Clark et Edward Lachman[21]
- 2002 : Family Files de Mari Soppela
- 2003 : The Tulse Luper Suitcases, Part 1: The Moab Story de Peter Greenaway[22]
- 2004 :  Visions of Europe : Plusieurs réalisateurs[23]
- 2004 : Based On A True Story de Walter Stokman[24]
- 2004 : The Tulse Luper Suitcases. Part 2: Vaux to the Sea de Peter Greenaway[25]
- 2004 : The Tulse Luper Suitcases, Part 3: From Sark to the Finish de Peter Greenaway[26]
- 2007 : La Ronde de nuit de Peter Greenaway[27]
- 2006 : La Croisade en jeans de Ben Sombogaart
- 2009 : Fish Tank de Andrea Arnold[28]
- 2009 : Varese: The One All Alone de Frank Scheffer[29]
- 2010 : L'Herbe poussera sur vos villes de Sophie Fiennes[30]
- 2012 : Goltzius and the Pelican Company de Peter Greenaway[31]
- 2012 : The Domino Effect de Paula van der Oest[32]

### Crédit d'auteurs
- (nl) Cet article est partiellement ou en totalité issu de l’article de Wikipédia en néerlandais intitulé « Kees Kasander » (voir la liste des auteurs).